# Cryobot

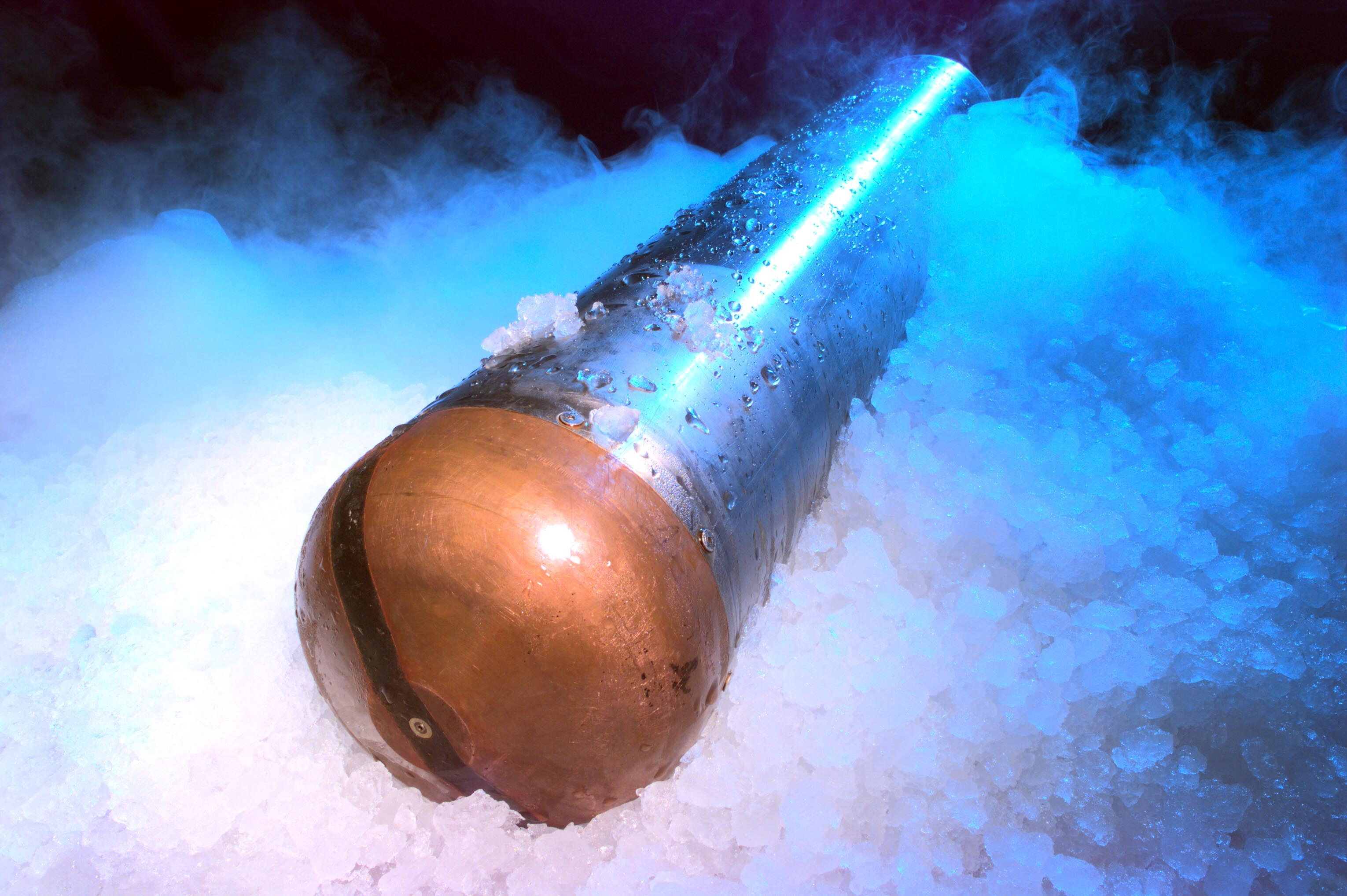
Prototipo de un Cryobot

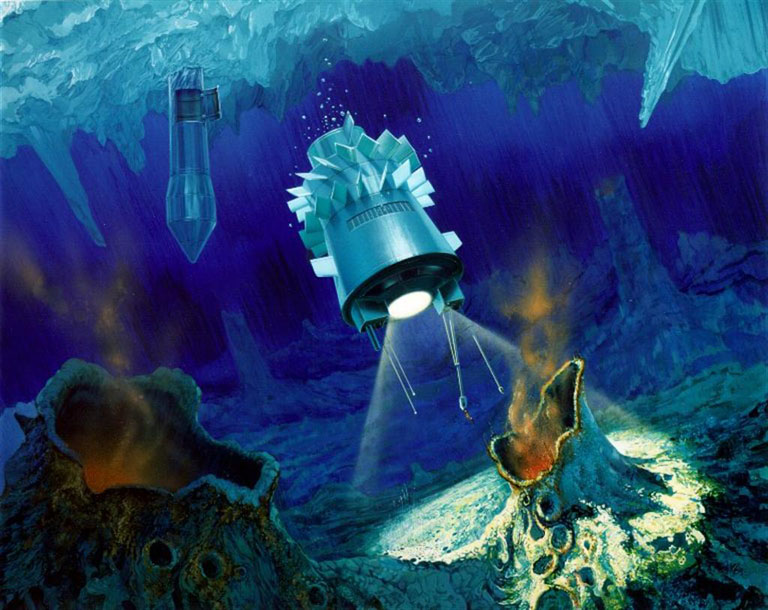
Representación de un cryobot desplegando un mini-submarino(hydrobot).

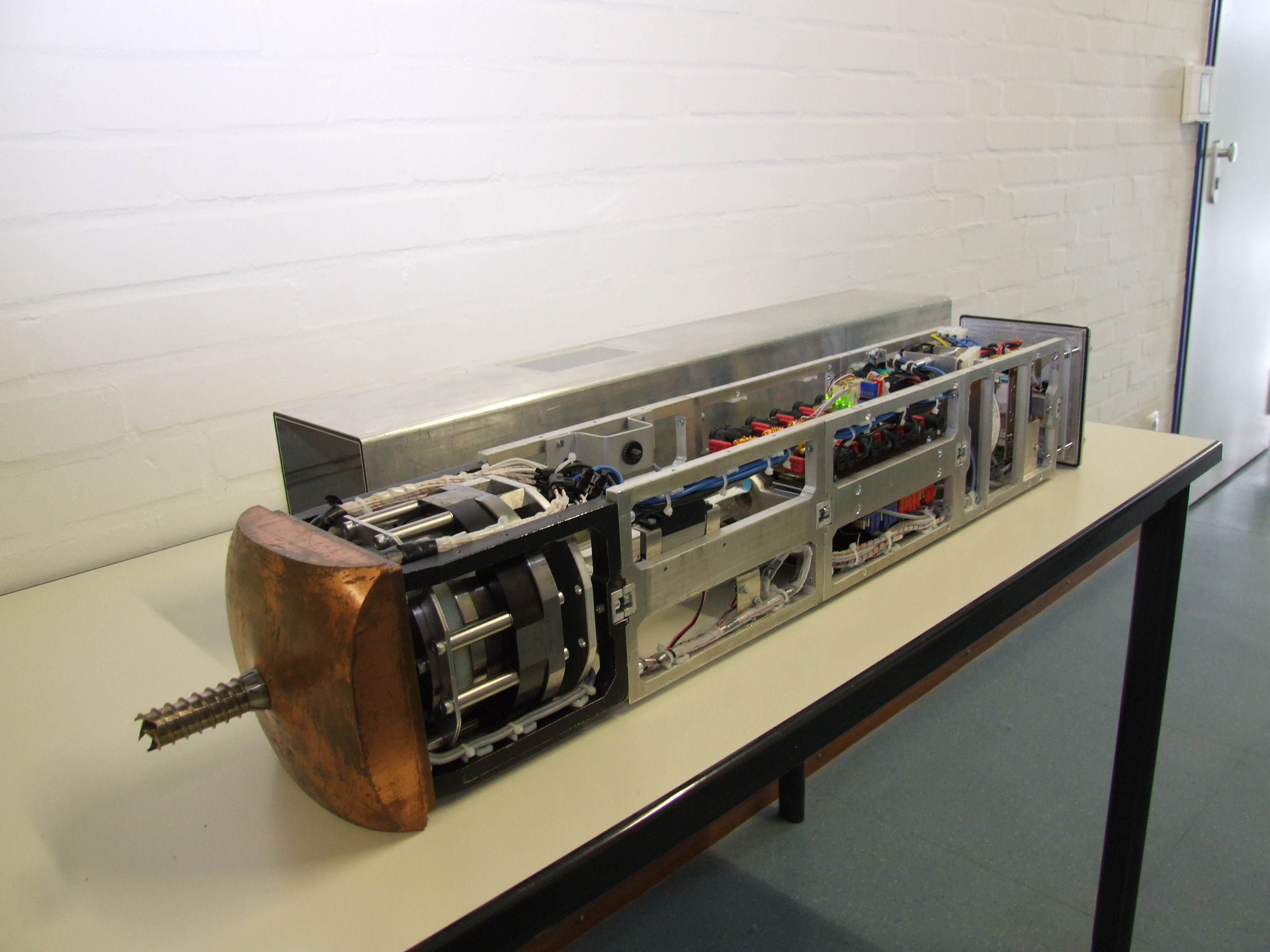
Desarrollo de prototipos: IceMole (Inglés)

Un cryobot o sonda-Philberth es un robot diseñado para operar en el hielo glaciar.
El cryobot es un robot que puede penetrar capas de hielo polar de más de 3600m causando el derretimiento del hielo. Este robot está diseñado para ser operado desde la superficie, y no tiene posibilidades de recuperación. Puede ser utilizado para medir temperatura, presión, movimiento del hielo, y eventos sísmicos. también puede ser utilizado para otro tipo de investigación con instrumentación remota.
La sonda consiste en una punta caliente para el derretimiento del hielo, instrumentación de control y medición, dos cables conductores de energía y comunicaciones con el puesto de control en superficie y una sección de reserva. La sonda esta rellena con un fluido dialectrico.
Los cryobots están siendo probados en la Antártida. Se espera que algún desarrollo de estos robots sea capaz de penetrar las capas de hielo de la congelada luna de Júpiter, Europa, para explorar el supuesto océano que reside en el interior de la luna, el cual se especula que pueda albergar vida extraterrestre.
, , .
Investigadores de laboratorio de propulsión a chorro de la NASA,(JPL), utilizan un cryobot para investigar el Lago Vostok en la Antártida, el cual se cree que pueda albergar vida.
El cryobot fue inventado por el físico Alemán Karl Philberth, quien demostró su funcionamiento en 1960 cuando formaba parte de una expedición internacional glageológica en Groenlandia, alcanzando profundidades de perforación de más de 1000m.
- Datos: Q1790355